# جرج شروت
جرج شروت (انگلیسی: George Edward Schroth؛ ۳۱ دسامبر ۱۸۹۹ – ۲۶ ژانویهٔ ۱۹۸۹) بازیکن واترپلو اهل ایالات متحده آمریکا بود. 

وی در مسابقات کشوری و بین‌المللی در مجموع برندهٔ ۱ مدال برنز شده‌است.